# Tau2 Lupi
Tau2 Lupi (τ2 Lupi, förkortad Tau2 Lup, τ2 Lup), som är stjärnans Bayer-beteckning, är en dubbelstjärna i västra delen av stjärnbilden Vargen. Den har en kombinerad skenbar magnitud av 4,34 och är synlig för blotta ögat där ljusföroreningar ej förekommer. Baserat på parallaxmätning inom Hipparcosuppdraget på ca 10,2 mas, beräknas den befinna sig på ett avstånd av ca 320 ljusår (98 parsek) från solen.

## Egenskaper
Primärstjärnan Tau2 Lupi A är en gul till vit underjättestjärna av spektralklass F4 IV. Den har en radie som är ca 10 gånger solens radie och avger ca 150 gånger mer energi än solen från dess fotosfär vid en effektiv temperatur på ca 6 300 K.
De två stjärnorna kretsar kring varandra med en omloppsperiod av 26,2 år och en hög excentricitet på 0,94. Följeslagare är en stjärna av spektralklass A: med skenbar magnitud 5,55.